# Vespa 400

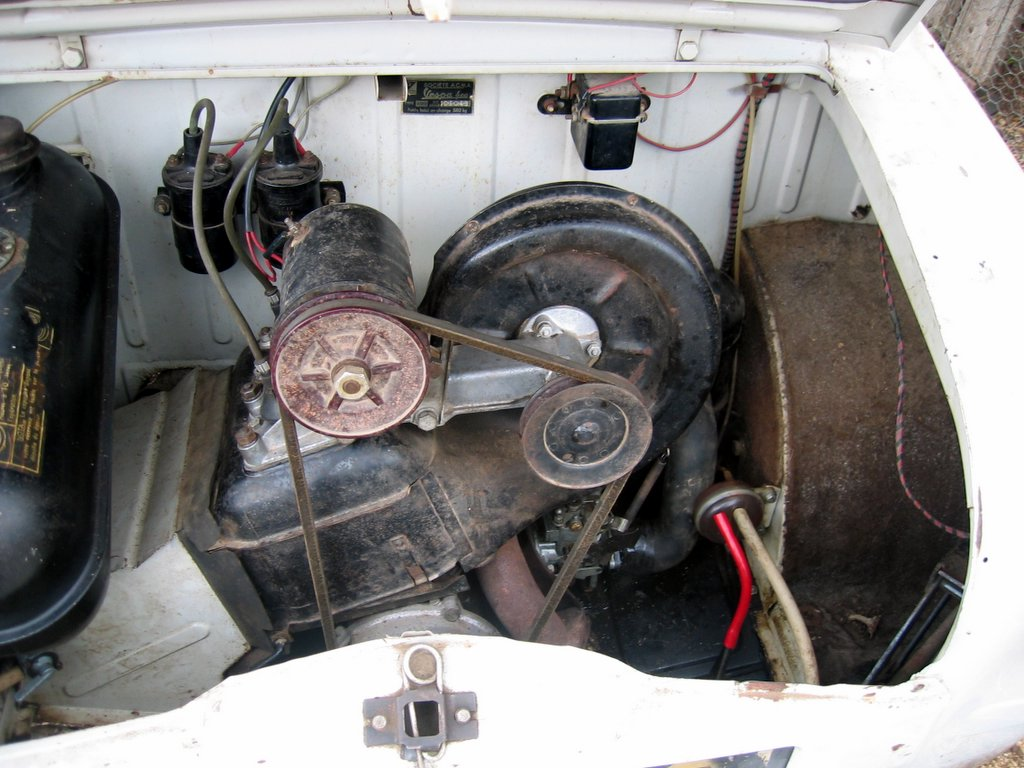
Motor del Vespa 400

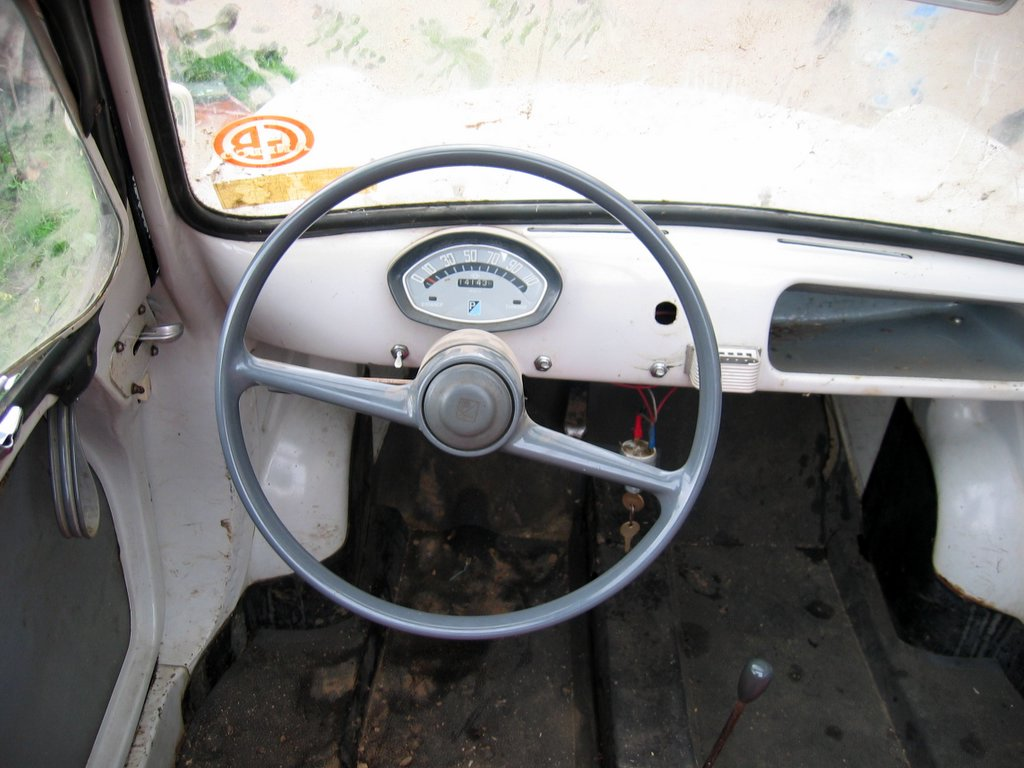
Panell del Vespa 400

El Vespa 400 fou un microcotxe projectat per Piaggio i construït a França per ACMA de 1957 a 1961 que suposava una evolució cap a les quatre rodes dels cèlebres escúters Vespa de Piaggio amb els quals compartia alguns components.
Malgrat el seu origen italià el Vespa 400 va ser produït a França i no es va exportar a Itàlia per evitar la confrontació amb Fiat i el seu nou Fiat 500. El muntatge es feia a les instal·lacions d'ACMA (Ateliers de Construction de Motocycles et Automobiles), una joint venture participada per Piaggio i que incorporava components importats d'Itàlia.